# Digital fotoram

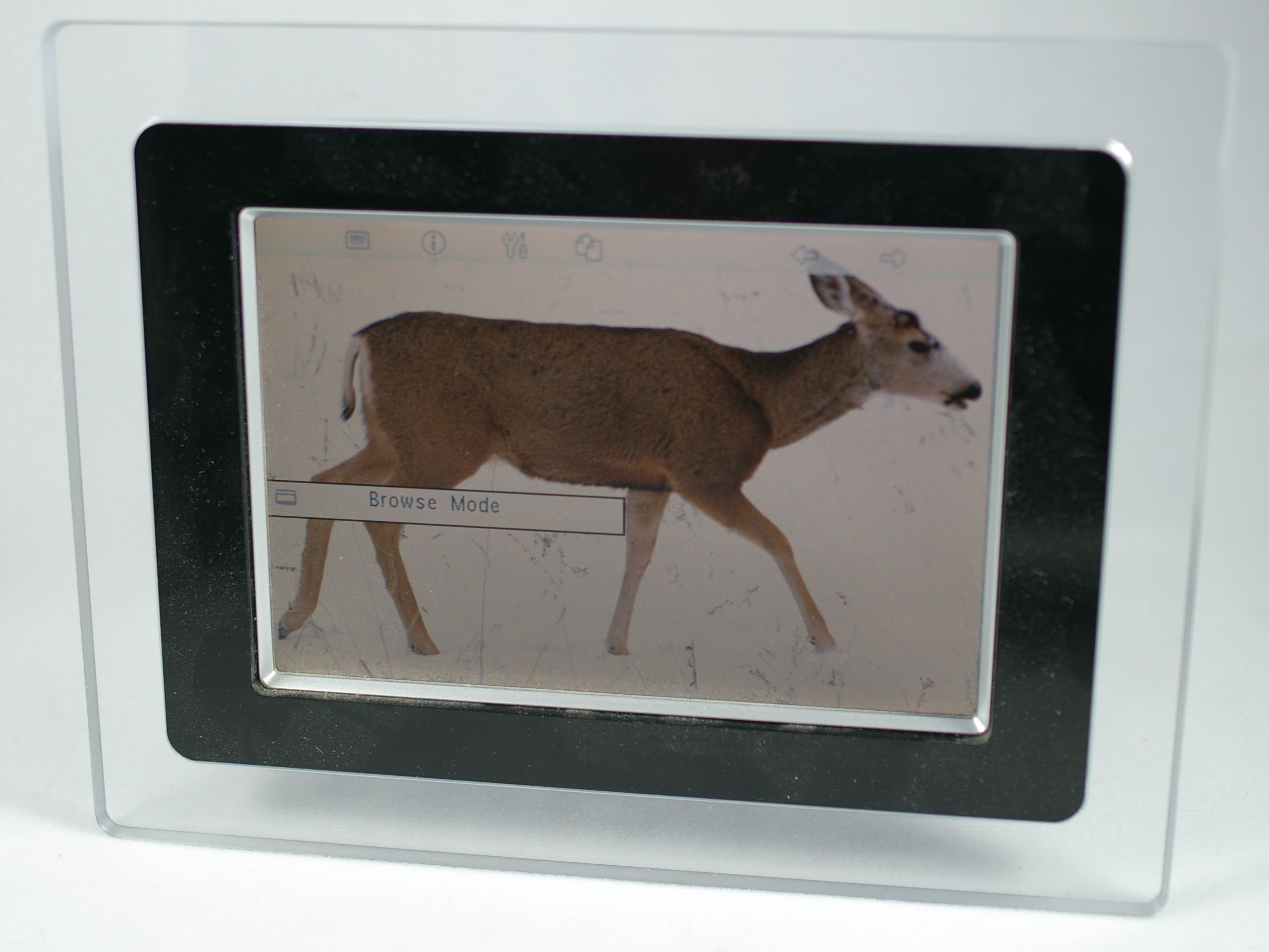
Digital fotoram

En digital fotoram (även kallad digital mediaram) är en fotoram som har en inbyggd bildskärm och med denna skärm kan digitala bilder visas utan att behöva skriva ut dem eller använda en dator. Införandet av digitala fotoramar kom före surfplattor, som kan tjäna samma syfte i vissa situationer. Digitala fotoramar är dock i allmänhet utformade specifikt för en stationär, estetisk visning av fotografier och ger därför vanligtvis en snyggare ram och har en kraftmatning som är anpassad för kontinuerlig användning.
Digitala fotoramar finns i en mängd olika former och storlekar med en rad funktioner. Vissa kan både spela upp videor och visa bilder. Man kan välja en digital fotoram som använder en WiFi-anslutning eller inte, levereras med molnlagring och/eller USB- och SD-korthubb.

## Historik
Den första generationen digitala fotoramar introducerades på 1990-talet och hade skärmar med möjlighet att ta emot minneskort direkt från digitalkameror. Utbredd användning av digitalkameror på 1990-talet lämnade konsumenter med tusentals digitala foton utan ett hållbart sätt att se dem. Kommersiellt tillgängliga digitala fotoramar började dyka upp kort efter introduktionen av digitala foton men attraherade inte marknaden förrän i mitten av 2000-talet när antalet digitala foton kraftigt ökade med införandet av digitalkameror i mobiltelefoner. Första generationens ramar nådde omfattande marknadsantagande. Marknaden nådde en topp under 2009 då de såldes föröver en miljard USD över hela världen, men introduktionen av Apples iPad startade marknadens långsamma nedgång.
Den andra generationen av digitala fotoramar inkluderade anslutning till Internet. År 1999 introducerade Ceiva en digital fotoram med uppringd anslutning. År 2010 började Nixplay och PixStar att popularisera digitala ramar med wifi-anslutningar, vilket gör det möjligt för konsumenter att ladda upp bilder från webben och ansluta till molnbaserade fotodelnings- och lagringsplatser från Flickr, Picasa, Google Photos, Instagram och Facebook.
År 2016 började den tredje generationen digitala fotoramar dyka upp med företag som PhotoSpring, Aura och Joy. Dessa ramar använde surfplattor för att bygga fotoramsfunktioner ovanpå. Detta gjorde det möjligt att använda pekskärms- och batteriteknik för ramar från PhotoSpring och Joy, och kamerateknik från Aura och Joy.

## Funktioner
Digitala fotoramar varierar i storlek från små enheter i nyckelringstorlek till stora väggmonterade ramar som spänner över flera meter. De vanligaste storlekarna ligger från 18 cm till 51 cm. Vissa digitala fotoramar kan bara visa JPEG-bilder. De flesta digitala fotoramar visar bilderna som ett bildspel och vanligtvis med ett justerbart tidsintervall. De kanske också kan skicka foton till en skrivare eller har hybridfunktioner. Exempel är Sony S-Frame F800, som har en inbyggd skrivare på baksidan,eller Epson PictureMate Show.
Digitala fotoramar tillåter vanligtvis visning av bilder direkt från kamerans minneskort och kan tillhandahålla internminne. Vissa tillåter användare att ladda upp bilder till ramens minne via en USB-anslutning eller trådlöst via Bluetooth-teknik. Andra har stöd för trådlösa (802.11) anslutningar eller använder mobilteknik för att överföra och dela filer. Vissa ramar tillåter att foton delas från en ram till en annan.
Vissa ramar tillhandahåller specifikt programstöd som att ladda bilder över Internet från RSS-flöden, fotodelningssajter som Flickr, Picasa och från e-post.
Inbyggda högtalare är vanliga för att spela upp videoinnehåll med ljud, och många ramar har även fjärrkontroller. Batteridrivna enheter finns också tillgängliga för bärbar användning.

## Bildformat
Bildformatet för ramarna kan variera. Vanliga bildförhållanden är 4:3, 3:2 och 16:9. (Ibland är 16:9-ramar faktiskt 15:9) Beroende på modell och funktioner kan bilder som inte exakt passar ramens bildförhållande beskäras, sträckas ut eller krymps för att passa. Detta kan resultera i bilder som saknar innehåll, blir förvrängda eller har tomt utrymme kring kanterna. Detta kan undvikas genom att använda en ram med ett bildförhållande som exakt matchar kameran, eller redigera foton till målförhållandet innan du överför dem till ramen.

## Säkerhetsfrågor
I februari 2008 visade sig ett antal digitala fotoramar, som digitala ramar av märket Insignia, tillverkade i Kina, bära en trojansk häst kallad Mocmex på deras interna datalagring.
Instagram tillåter tredjepartsappanvändare att ansluta till sitt Instagram-fotoinnehåll med OAuth för att visa fotoinnehåll och autentisera utan att appen lagrar inloggningsuppgifter. Digitala fotoramsappar använder detta säkra inloggningsprotokoll för att eliminera säkerhetsproblem kopplade till lagring av inloggningsuppgifter.